# Caucaea nubigena
Caucaea nubigena  es una especie de orquídeas epifitas. Es nativa de Venezuela, Colombia y Ecuador de 2500 a 3500 m s. n. m.

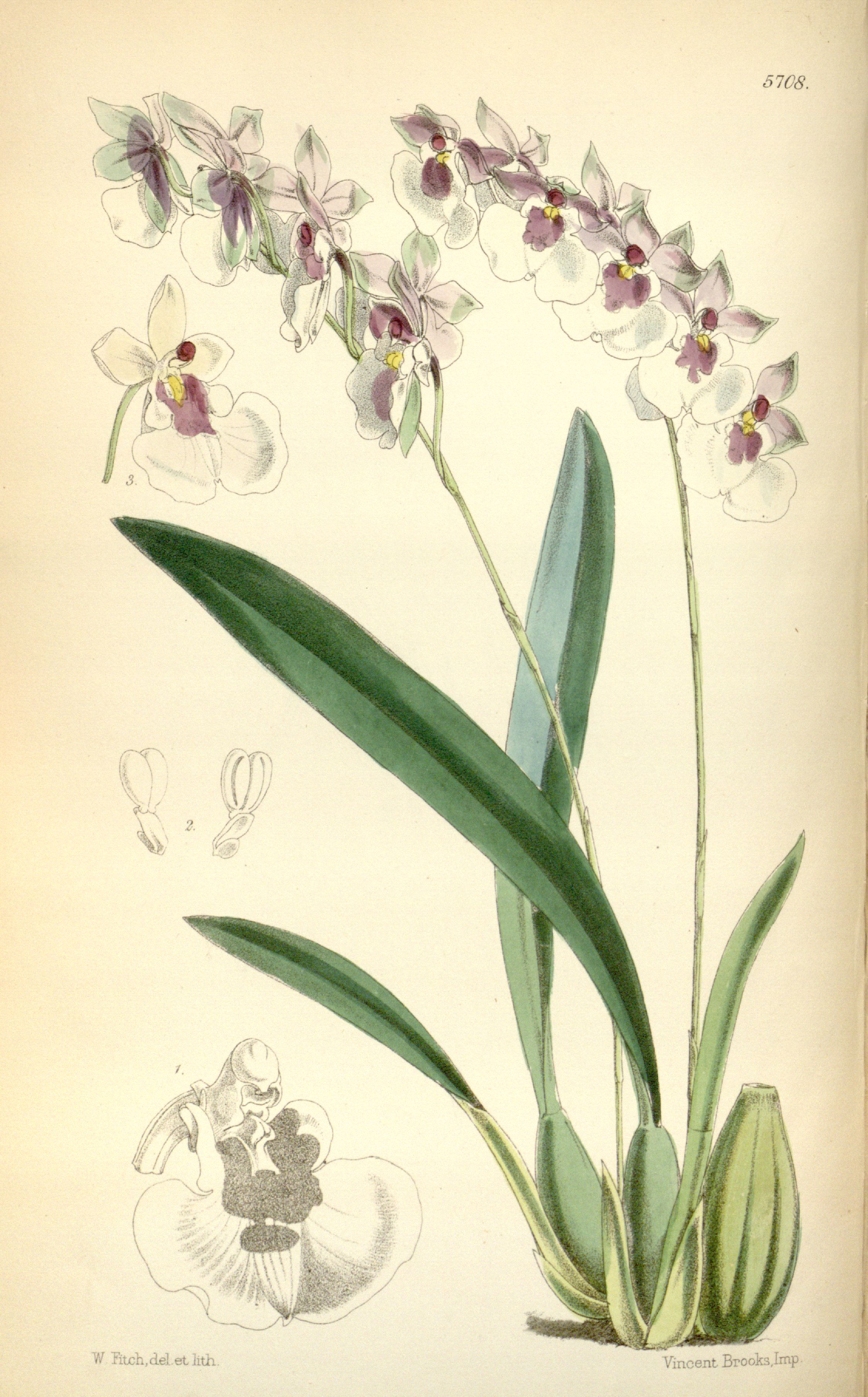
Ilustración

## Descripción
Es una orquídea de tamaño mediano, prefiere el clima fresco, es epífita con pseudobulbos estrechamente ovoides a cónicos, algo comprimidos y envuelto basalmente por varios pares de vainas. Tiene 1 o 2 hojas apicales, linear-oblanceoladas o elípticas, agudas o acuminadas. Florece en una inflorescencia de 60 cm de largo, delgada, recta o arqueada, de color verde purpúreo, en racimos con 3 a 12 pequeñas y medianas flores de colores que miden 3.75 cm de longitud. La floración se produce en el otoño y el invierno.
Etimología
Caucaea: nombre genérico que alude a su localización en las cercanías del río Cauca..
nubigena: epíteto latino que significa "que crece entre las nubes".

## Taxonomía
Caucaea nubigena fue descrita por Lindl. N.H.Williams & M.W.Chase  y publicado en Lindleyana 16(4): 283. 2001.
Sinonimia
- Oncidium nubigenum Lindl., Gen. Sp. Orchid. Pl.: 197 (1833).
- Oncidium cucullatum var. nubigenum (Lindl.) Lindl., Fol. Orchid. 6-7: 22 (1855).
- Oncidium olivaceum var. nubigenum (Lindl.) Sander, Sander's Orch. Guide: 188 (1901).
- Oncidium cucullatum var. macrochilum Lindl., Fol. Orchid. 6: 22 (1855).
- Oncidium cucullatum var. maculosum Lindl., Fol. Orchid. 6-7: 22 (1855).
- Oncidium cucullatum var. andigenum Burb., Garden (London 1871-1927) 22: 166 (1882).
- Oncidium azuayense Kraenzl. in H.G.A.Engler (ed.), Pflanzenr., IV, 50(80): 321 (1922).
- Oncidium aequinoctiale Stacy, Bot. Mus. Leafl. 24: 162 (1975).
- Oncidium cucullatum var. dolabratum Stacy, Bot. Mus. Leafl. 24: 144 (1975).
- Oncidium erosilabium Stacy, Bot. Mus. Leafl. 24: 162 (1975).
- Oncidium tunguraguense Stacy, Bot. Mus. Leafl. 24: 166 (1975).
- Caucaea aequinoctialis (Stacy) N.H.Williams & M.W.Chase, Lindleyana 16: 283 (2001).
- Caucaea azuayensis (Kraenzl.) N.H.Williams & M.W.Chase, Lindleyana 16: 283 (2001).
- Caucaea erosilabia (Stacy) N.H.Williams & M.W.Chase, Lindleyana 16: 283 (2001).
- Caucaea tunguraguensis (Stacy) N.H.Williams & M.W.Chase, Lindleyana 16: 284 (2001).[4]